# NGC 1909
NGC 1909 (nebo také IC 2118) je reflexní mlhovina v souhvězdí Eridanu. Někdy se pro svůj zvláštní tvar nazývá „Hlava čarodějnice“.
Na obloze tato mlhovina leží v severní části souhvězdí blízko hranice s Orionem. Dalekohledem je vidět pouze za velmi příznivých podmínek, ale dá se zobrazit fotograficky. Samotná mlhovina je tvořena prachem a nezáří, ale odráží světlo některé k ní blízké hvězdy. Touto hvězdou je pravděpodobně Rigel v Orionu, která je od Země vzdálena stejně jako mlhovina, tedy 800 světelných let. Skutečná velikost mlhoviny je asi 50 světelných let.
Dlouhou dobu byla tato mlhovina označována jako IC 2118, ale nakonec se podařilo vyjasnit, že objekt NGC 1909, který William Herschel objevil 20. prosince 1786, je totožný s objektem, který objevil Max Wolf 16. ledna 1891. Herschel ve svém zápisu mylně zaznamenal, že mlhovina leží východně od hvězdy Rigel, ale ve skutečnosti leží západním směrem.